# Vitalij Smirnov
Vitalij Friljevitj Smirnov (ryska: Виталий Фрильевич Смирнов, uzbekiska: Vitaliy Smirnov), född 25 oktober 1978 i Jekaterinburg, är en uzbekisk friidrottare (tiokampare). 
Han slutade tia vid världsmästerskapen i friidrott 2003 i Paris, och han vann guld vid de asiatiska mästerskapen i Manila 2003, där han även satte personbästa med 8 021 poäng. Han slutade på en sjuttonde plats vid olympiska sommarspelen 2004 i Aten. Han vann silver vid asiatiska spelen 2006 i Doha.